# Leptogenys darlingtoni
Leptogenys darlingtoni är en myrart som beskrevs av Wheeler 1933. Leptogenys darlingtoni ingår i släktet Leptogenys och familjen myror. Inga underarter finns listade i Catalogue of Life.